# Inhaltsanalyse
Die Inhaltsanalyse (englisch content analysis) ist ein Methodenbündel der empirischen Sozialwissenschaften. Gegenstand ist die Analyse der Inhalte von Kommunikation, die in Form von Texten, etwa als verschriftlichte Interviews oder Zeitungsartikel vorliegen.
Unter inhaltsanalytischen Techniken versteht man im Allgemeinen die quantitative Auswertung von Texten, die alleine oder in Verbindung mit qualitativen Methoden wie qualitative Inhaltsanalysen oder Diskursanalysen gebraucht werden können.

## Grundlagen
Als Begründer der Inhaltsanalyse gelten Bernard Berelson sowie Harold D. Lasswell mit Untersuchungen zu Kriegsberichten und Kriegspropaganda während des Zweiten Weltkrieges. Frühe zivile Anwendungen der Inhaltsanalyse sind in den ersten Jahren des 20. Jahrhunderts zu verzeichnen, während wichtige Entwicklungen aus der Zeit nach Ende des Zweiten Weltkrieges stammen. Eine der frühesten Arbeiten dieser Art dürfte die des Hamburger Arztes Ernst Rittershaus sein. Unter dem Titel "Irrsinn und Presse. Ein Kulturbild" legte er 1913 auf 245 Seiten ausführlich, wenn auch nicht systematisch dar, wie sieben Hamburger Zeitungen seinerzeit über Themen wie Psychiatrie, Geisteskrankheiten, Irrenanstalten, Alkoholismus und Kriminalität berichteten.
Das Material für eine Inhaltsanalyse nach heutigen Ansprüchen wird nach einem (wissenschaftlich) begründbaren Schema kodiert und offengelegt. Bei der quantitativen Inhaltsanalyse geht der Forscher theoriegeleitet vor, also nicht wie in der hermeneutischen Textinterpretation, bei der Sinn(gehalt) der Texte und die Intentionen der Autoren Gegenstand der Analyse sind, sondern interessante Aspekte werden auf Basis (sozial-)wissenschaftlicher Hypothesen isoliert und mit Hilfe empirischer Methoden der Inhaltsanalyse ausgewertet.
Ziel von Inhaltsanalysen ist es, die vorhandene Komplexität des Untersuchungsmaterials (der Texte) zu reduzieren. Das wird erreicht, indem der uninteressante Teil der Kommunikation über Stopp-Wortlisten ausgeblendet wird und nach einer Frequenzanalyse die Schlüsselwörter (engl. 'key words') einer Analyse der 'key words in context' KWIC unterzogen wird. KWIC-Analysen sind elementare erste Schritte auf dem Weg einer Inhaltsanalyse, aber nicht der abschließende. Im Anschluss folgen weitere Schritte, die eine quantitativ-statistische Auswertung von Kommunikationsinhalten zulassen.
Dabei untersucht der formal-deskriptive Ansatz äußere Textmerkmale. Der diagnostische Ansatz versucht, Aussagen über die Entstehungsbedingungen des Materials bzw. über Motive der Berichterstattung zu treffen (erste Bedeutung von Inferenz). Beim prognostischen Ansatz wird versucht, eine Prognose über die Wirkung der Inhalte auf den Rezipienten (zweite Bedeutung von Inferenz) zu treffen.
Man unterscheidet verschiedene Arbeitsweisen der Inhaltsanalyse: Frequenzanalysen beschränken sich auf eine deskriptive Auszählung der Worthäufigkeiten. Bei Valenzanalysen wird zusätzlich erfasst, ob die Inhalte positiv oder negativ bewertet werden. Die Intensitätsanalyse erhebt die Intensität von Bewertungen mit Hilfe geeigneter Skalen.
Eine Reihe von Computerprogrammen zur Unterstützung inhaltsanalytischer Methoden existiert. Durch die erleichterte Verfügbarkeit von Rechenkapazität in jüngster Zeit nehmen in der quantitativen Inhaltsanalyse computergestützte Verfahren an Bedeutung zu, die den ursprünglichen Text mittels Wortlisten (sog. Wörterbuch-basierter Ansatz) die Struktur des Textes in ein statistisch auszuwertendes Format transformieren (vgl. Statistik). In der Inhaltsanalyse sind hierzu besonders geeignet solche statistischen Methoden, die traditionell der "explorativen Datenanalyse" zuzurechnen sind, wie die multidimensionale Skalierung, die Ähnlichkeiten zwischen den einzelnen Texten, deren Sprecher bzw. Autoren und den dahinterliegenden Konzepten versucht zu messen und zu modellieren. Weitere statistische Möglichkeiten bieten Korrespondenzanalyse, Clusteranalyse und die Mehrebenenanalyse (engl. multi-level analysis).

## Ablauf einer Inhaltsanalyse
In der Planungsphase wird zunächst die Forschungsfrage formuliert und geeignete Hypothesen werden aufgestellt, die oft von umfassenderen sozialwissenschaftlichen Theorien (etwa: Theorien zur Organisation, Theorien der politischen Willensbildung etc.) abgeleitet werden. Dann wird auf der Grundlage der Forschungsfrage und der Hypothesen das Untersuchungsmaterial ausgewählt (Untersuchungseinheiten, z. B. Ausgaben bestimmter Zeitungen in einem bestimmten Zeitraum, Fernsehsendungen bestimmter Sender, die untersucht werden sollen). Ist eine Vollerhebung nicht möglich, nicht sinnvoll oder zu teuer, wird eine Stichprobe aus dem erhobenen Material gezogen.
In der Entwicklungsphase wird mit theoriegeleiteter und empiriegeleiteter Kategorienbildung ein Kategoriensystem erstellt, anhand dessen eine Untersuchung durchgeführt wird. Das Kategoriensystem soll umfassend sein, also alle Aspekte des Untersuchungsmaterials abdecken, die zur Beantwortung der Forschungsfrage berücksichtigt werden müssen. Außerdem muss es disjunkt und eindeutig sein, das heißt, jedes Merkmal des untersuchten Inhalts soll nur einer Kategorie zweifelsfrei zugeordnet werden können. Ein zu detailliertes Kategoriensystem sollte vermieden werden, weil die Eindeutigkeit des Systems unter zu stark differenzierten Kategorien leidet und die praktische Handhabung erschwert wird. Beispiele für inhaltsanalytische Variablen und Konstrukte und deren Codierung finden sich bspw. in der Open-Access-Datenbank DOCA. Diese sammelt, systematisiert und bewertet relevante inhaltsanalytische Variablen kommunikations- und politikwissenschaftlicher Forschungsbereiche und Themen. Anschließend werden Codierregeln formuliert. Das sind konkrete Anweisungen an menschliche Codierer, wie die untersuchten Inhalte verschlüsselt, also in Zahlen codiert werden, bzw. die konkreten Kriterien, nach denen eine computergestützte Inhaltsanalyse abläuft. Kategorienschema, Codieranweisungen und Codierbogen (das ist eine Datenerfassungsmaske in gedruckter oder elektronischer Form, in der die Codes für die analysierten Inhalte eingetragen werden) werden später im Codebuch zusammengefasst.
In der Testphase wird eine Probecodierung (Pretest) durchgeführt und bei Bedarf das Kategoriensystem überarbeitet, um eine höchstmögliche Reliabilität sicherzustellen. Dabei werden die Intracoder-Reliabilität (gleiches Codierergebnis bei identischem Codierer in verschiedenen Codiervorgängen) und die Intercoder-Reliabilität (gleiches Codierergebnis von verschiedenen Codierern bei identischem Material) empirisch überprüft.
Wenn die Tests abgeschlossen sind, erfolgt die eigentliche Codierung. Zur Vorbereitung der Codierphase müssen menschliche Codierer umfassend geschult bzw. die Maschinen für die computerunterstützte Inhaltsanalyse programmiert werden. Das Untersuchungsmaterial soll möglichst zufällig auf die Codierer verteilt werden, damit unvermeidliche Fehler und eventuelle Eigenarten der Codierer bei der Anwendung des Codebuches zufällig auf die Codierungen verteilt werden.
In der Auswertungsphase werden die aus den Texten gewonnenen Daten aufbereitet, kontrolliert und mittels statistischer Verfahren ausgewertet, etwa durch Verfahren der Multidimensionalen Skalierung (MDS), Varianzanalyse (ANOVA, MANOVA), der Korrespondenzanalyse oder Netzwerkanalysen. Entsprechend dem Skalierungsniveau bei Texten haben in jüngster Zeit diese Verfahren an Bedeutung zugenommen, während Faktorenanalysen und Clusteranalysen an Zahl und Bedeutung eher abgenommen haben.

## Bewertung und Einschätzung der Methode
Inhaltsanalyse ist nicht zwingend auf eine Kooperation mit Befragten angewiesen (Problem der Teilnahmebereitschaft oder Reaktivität). Weil dank moderner Kommunikationsmittel (Webpräsenzen, Archive und Bibliotheken für schriftliches Material …) Texte sich relativ leicht zusammenstellen lassen, stellt sie eine bevorzugte Anwendung für Sekundäranalysen dar. Klärungsbedürftig bleibt ähnlich wie in der Umfrageforschung das grundsätzliche Problem, inwieweit die Auswahl der Texte eine später statistisch repräsentative Aussage (über eine Gruppe von Akteuren, die Bevölkerung) erlaubt.
Mit Inhaltsanalyse allein lassen sich keine Wirkungsaussagen oder Aussagen über Absichten (des Autors, Sprechers) treffen. Dazu ist eine ergänzende Kommunikatoren- oder Rezipientenbefragung nötig (Kommunikationsforschung). Die deskriptiven Daten dienen als Voraussetzung für spätere Wirkungsanalysen. Historisch konnte die Inhaltsanalyse mehrfach aufzeigen, dass sie als Frühwarnsystem geeignet ist (Einsatz bei der Analyse von deutscher Kriegspropaganda im Zweiten Weltkrieg). Als Methode der Datenauswertung bietet Inhaltsanalyse interessante Aspekte dort, wo nicht-numerisches Rohmaterial (also Texte) in eine computergestützt analysierbare mathematisch-statistisch zugängliche Form transformiert wird.
Elementar ist die Beobachtung, dass jede Kommunikation in einem bis mehreren Kontexten gleichzeitig
erfolgt: der Bezug der Kommunikation auf die Rezipienten (Empfänger), die Intentionalität, aber auch außersprachliche Elemente (Körpersprache) können für Kommunikation sowohl verstärkende aber auch widersprechende Rollen spielen.
Im Vergleich zu anderen Methoden hat die Inhaltsanalyse folgende Vorteile:
- Mit Hilfe der Inhaltsanalyse lassen sich Aussagen über Kommunikatoren und deren Absichten treffen, die nicht bzw. nicht mehr erreichbar sind. Durch systematische (computergestützte) Analyse lassen sich Eigenschaften abbilden, die eine Ähnlichkeit bzw. Unähnlichkeit von Texten bzw. den dahinter liegenden Konzepten der jeweiligen Autoren/Sprecher nahelegen (etwa mit der Hilfe der Multidimensionalen Skalierung).
- Das Untersuchungsmaterial steht zeitunabhängig zur Verfügung.
- Es besteht keine Gefahr der Reaktivität des Untersuchungsmaterials.
- Die Untersuchung lässt sich wiederholt durchführen (Replikation, Sekundäranalyse) und die Vorgehensweise nachvollziehen.
- Sie ist vergleichsweise kostengünstig.

Anwendungen für Inhaltsanalyse sind in den gesamten Sozialwissenschaften zu finden: in der Politischen Soziologie bei der Untersuchung von Wahlprogrammen und politischen Texten (Parlamentsdebatten), in der Psychologie bei der Untersuchung von Tagebucheinträgen, in der Pädagogik bei der Untersuchung von Schüleraufsätzen, in den Sprachwissenschaften und Kriminalistik bei der Klärung der Urheberschaft anonymer Texte anhand von Mustervergleichen, im Marketing bei der Untersuchung von Werbetexten bzw. -aussagen, in der Konsumentenforschung (Beliebtheit von Produkten) und beim Vergleich von Gesetzestexten.

## Inhaltsanalyse in der Wirtschaftsinformatik
Die Inhaltsanalyse wird in der Wirtschaftsinformatik als Methode zur systematischen Auswertung von Text- und Kommunikationsdaten genutzt. Sie dient dazu, strukturierte Erkenntnisse aus unstrukturierten Datenquellen wie Benutzerfeedback, Geschäftsberichten oder digitalen Kommunikationsplattformen zu gewinnen. Dabei werden sowohl qualitative als auch quantitative Ansätze verfolgt.

### Anwendungsbereiche

#### Analyse von Benutzerfeedback
Die systematische Untersuchung von Nutzerkommentaren, Support-Tickets und Produktbewertungen ermöglicht Unternehmen die Identifikation wiederkehrender Themen, Kritikpunkte und Verbesserungsvorschläge. Diese Erkenntnisse fließen in die Weiterentwicklung von Software und Dienstleistungen ein (Hess, 2002).

#### Untersuchung von Geschäftsprozessen
Durch die Analyse von Prozessdokumentationen und internen Berichten lassen sich ineffiziente Abläufe identifizieren und Verbesserungspotenziale ableiten. Die Inhaltsanalyse wird hierbei als Instrument zur Optimierung betrieblicher Informationssysteme eingesetzt (Hess, 2002).

#### Bewertung von IT-Projektberichten
Die Inhaltsanalyse ermöglicht eine systematische Auswertung von Projektdokumentationen, um Erfolgsfaktoren und häufige Herausforderungen im IT-Projektmanagement zu identifizieren. Dies trägt zur Entwicklung von Best Practices und methodischen Verbesserungen bei (Hess, 2002).

### Methodisches Vorgehen
In der Wirtschaftsinformatik wird häufig die qualitative Inhaltsanalyse nach Mayring angewandt, die ein regelgeleitetes Vorgehen zur Kategorisierung und Interpretation von Textmaterial bietet. Ergänzend kommen computergestützte Verfahren zum Einsatz, insbesondere Natural Language Processing (NLP) und maschinelles Lernen zur automatisierten Analyse großer Datenmengen (Hess, 2002).

### Relevanz für die Wirtschaftsinformatik
Mit der zunehmenden Digitalisierung und der wachsenden Menge an unstrukturierten Daten gewinnt die Inhaltsanalyse an Bedeutung. Insbesondere im Bereich der Business Intelligence, des Data Mining und der Social Media Analytics wird sie als Methode zur Entscheidungsunterstützung genutzt. Die Kombination klassischer Inhaltsanalysemethoden mit modernen KI-Technologien eröffnet neue Möglichkeiten zur automatisierten Verarbeitung und Mustererkennung in großen Textkorpora (Hess, 2002).

### Inhaltsanalyse in der Wirtschaftsinformatik
- Hess, T. (2002). *Methodenspektrum der Wirtschaftsinformatik*. Ludwig-Maximilians-Universität München, Institut für Wirtschaftsinformatik und Neue Medien.(https://epub.ub.uni-muenchen.de/14146/1/hess_14146.pdf)

### Theoretische Darstellungen
- Robert Philip Weber: Basic Content Analysis (= Quantitative Applications in the Social Science. Band 49). 2. Auflage. Sage Publications, 1. August 1990 (englisch).
- Werner Früh: Inhaltsanalyse: Theorie und Praxis. 6., überarb. Auflage. UVK, Konstanz 2007, ISBN 978-3-8252-2501-8.
- Patrick Rössler: Inhaltsanalyse. UVK, Konstanz 2005. (ein aktuelles Lehrbuch zur hier beschriebenen standardisierten Inhaltsanalyse)
- Klaus Krippendorff: Content Analysis: An Introduction to Its Methodology. 2. Auflage. Sage, Thousand Oaks (CA) 2004. (englischsprachige Grundlagenliteratur. Schon die erste Auflage. von 1980 galt als Klassiker, der die Gesamtheit der inhaltsanalytischen Methode vorstellte).
- Peter Atteslander: Methoden der empirischen Sozialforschung. 10. Auflage. de Gruyter, Berlin 2003, S. 215–249 (das Kapitel über Inhaltsanalyse umfasst auch die computerunterstützte Inhaltsanalyse, die bei Früh kurz abgehandelt wird. Auch werden Verfahren der qualitativen Analyseverfahren behandelt)
- Ian Budge, Hans-Dieter Klingemann u. a.: Mapping Policy Preferences. Estimates for Parties, Electors and Governments 1945–1998. Oxford University Press, Oxford 2001, ISBN 0-19-924400-6. (eine englischsprachige Darstellung und beispielhafte Anwendung der Inhaltsanalyse im Bereich der Politikwissenschaft)
- Klaus Merten: Inhaltsanalyse: Einführung in Theorie, Methode und Praxis. 2., verbesserte Auflage. Westdeutscher Verlag, Opladen 1995 (dieses Buch bietet eine gute Gliederung der verschiedenen Verfahren, zusammengefasst unter dem Begriff Inhaltsanalyse. außerdem verweist es auf weiterführende Literatur.)
- Ekkehard Mochmann: Inhaltsanalyse. In: Jürgen Kriz, D. Nohlen, R. O. Schultze (Hrsg.): Lexikon der Politik. Band 2: Politikwissenschaftliche Methoden. Verlag C.H. Beck, München 1994, ISBN 3-406-36904-9, S. 184–187. (knappe Darstellung mit Abriss der historischen Entwicklung von Inhaltsanalyse als Methode, Neuauflage erschienen 2002. Als Einführungstext sehr empfohlen)
- Cornelia Züll, Peter P. Mohler (Hrsg.): Textanalyse. Anwendungen der computerunterstützten Inhaltsanalyse. Westdeutscher Verlag, Opladen 1992. (speziell für sozialwissenschaftliche Anwender)
- Ralf Lisch, Jürgen Kriz: Grundlagen und Modelle der Inhaltsanalyse. Bestandsaufnahme und Kritik. Reinbek bei Hamburg: Rowohlt Taschenbuch Verlag, 1978, ISBN 3-499-21117-3 (umfassende Darstellung und kritische Diskussion unterschiedlicher inhaltsanalytischer Ansätze und ihrer methodologischen Grundlagen)
- Alphons Silbermann: Systematische Inhaltsanalyse. In: René König (Hrsg.): Handbuch der empirischen Sozialforschung. Band 4, Stuttgart 1974, S. 253–339. (grundlegende deutschsprachige Darstellung)
- Jürgen Ritsert: Inhaltsanalyse und Ideologiekritik. Ein Versuch über kritische Sozialforschung. Frankfurt am Main 1972. (für einen Überblick der älteren kritischen Diskussion der quantitativen Inhaltsanalyse)

### Angewandte Inhaltsanalysen
- Michael Bröning: "Wie jedes andere Land..." Das Deutschlandbild in der israelischen Presse 1990–2000. Münster: LIT 2004. ISBN 3-8258-7452-4. (Das Buch liefert auch Impulse zur methodischen Weiterentwicklung der Inhaltsanalyse; zugleich Diss. Kassel 2003)
- Jürgen Gerhards, Mike S. Schäfer: Die Herstellung einer öffentlichen Hegemonie: Humangenomforschung in der deutschen und der US-amerikanischen Presse. Wiesbaden: Verlag für Sozialwissenschaften 2006, ISBN 978-3-531-14964-6.
- Werner Gruhn: Wissenschaft und Technik in deutschen Massenmedien. Ein Vergleich zwischen der Bundesrepublik Deutschland und der DDR. Erlangen: Deutsche Gesellschaft für zeitgeschichtliche Fragen 1979, ISBN 3-88150-042-1. (Mit Ausführungen zur Inhaltsanalyse in zwei unterschiedlichen Politik- und Mediensystemen)
- Constanze Herweg: Medizin in Wort und Bild im Reportage-Magazin GEO. Berlin: LIT 2011, ISBN 978-3-643-10331-4. (zugleich phil. Diss. Bochum 2005)
- Ulrike Hoffmann-Richter: Psychiatrie in der Zeitung. Urteile und Vorurteile. Bonn: Edition Das Narrenschiff im Psychiatrie-Verlag 2000, ISBN 3-88414-295-X
- Horst Merscheim: Medizin im Fernsehen. Problem massenmedial vermittelter Gesundheitsberichterstattung. Bochum: Studienverlag Dr. N. Brockmeyer 1984, ISBN 3-88339-358-4. (Zugleich phil. Diss. Bochum 1983)
- Kerstin Reinisch: Wahl ohne Wissen? Empirische Analyse zur Entpolitisierung der Wahlkampfberichterstattung deutscher Printmedien. Baden-Baden: Nomos 2017, ISBN 978-3-8487-4060-4.
- E(rnst) Rittershaus: Irrsinn und Presse. Ein Kulturbild. Jena: Gustav Fischer 1913 (Sehr frühe Presseanalyse, noch ohne Systematik und Kodierungen)
- Eckart Roloff: Die publizistische Entdeckung des Patienten. Eine Presseanalyse zum Medizinjournalismus und zu den ersten Herztransplantationen. Baden-Baden: Nomos 2013, ISBN 978-3-8487-0731-7. (Leicht bearbeitete Fassung einer Salzburger Dissertation von 1972 mit einem ausführlichen Vor- und Nachwort von 2013, eingehende Darstellung der inhaltsanalytischen Anlage)
- Mike S. Schäfer: Wissenschaft in den Medien. Die Medialisierung naturwissenschaftlicher Themen. Wiesbaden: Verlag für Sozialwissenschaften 2007, ISBN 978-3-531-15592-0.
- Martin Sturmer: Afrika! Plädoyer für eine differenzierte Berichterstattung. Konstanz: UVK 2013, ISBN 978-3-86764-323-8. (Beispiel für die Kombination von Inhalts- und Medienresonanzanalyse)
- Sabrina Heike Kessler: Das ist doch evident! Eine Analyse dargestellter Evidenzframes und deren Wirkung am Beispiel von TV-Wissenschaftsbeiträgen. Baden-Baden: Nomos 2016, ISBN 978-3-8487-3181-7 (Codebuch im Zusatzmaterial open access)